# John Stuart Mill
John Stuart Mill (20. svibnja 1806. – 8. svibnja 1873.), britanski filozof, jedan od najutjecajnih zagovornika  utilitarističke teorije u filozofiji i ekonomiji. Millovo obrazovanje od najranijeg djetinjstva bilo je pod snažnim utjecajem njegova oca Jamesa Milla, filozofa, povjesničara i ekonomista podrijetlom iz Škotske, i kruga očevih prijatelja kojima je pripadao i Jeremy Bentham, jedan od rodonačelnika utilitarističke teorije.

## Filozofija
Iako je napisao iznimno značajne radove s drugih područja filozofije kao što je logika (Sistem logike 1843., u kojemu izlaže načela  induktivnog zaključivanja), Mill je najtrajniji utjecaj ostavio svojim radovima iz  političke filozofije i  etike. U svojoj teoriji Mill argumentira da je najveća sreća najvećeg broja ljudi izravno povezana sa slobodom pojedinca. Njegovo djelo O slobodi smatra se jednim od temeljnih tekstova suvremenog  liberalizma.  U njemu Mill zagovara "jednostavno" načelo prema kojemu se ljudsku slobodu može ograničiti samo ako šteti drugima. Načelo štete, kako se to načelo često naziva, u svojoj primjeni na uređenje društvenih odnosa isključuje sve  despotske i autoritativne oblike  vlasti koji guše slobodu pojedinaca i njihovu individualnost. Od posebne važnosti za sreću pojedinca i društva u cjelini jest sloboda govora koju se ničim ne smije ograničavati. 
Millova verzija utilitarizma izložena je u njegovoj knjizi Utilitarizam. Prema Millu svatko treba djelovati tako da proizvede najveću sreću za najveći broj ljudi. Mill u svojoj verziji utilitarizma, za razliku od Benthamove, provodi razlikovanje između nižih i viših užitaka.

## Glavna djela
- Sistem logike, 1843.
- Načela političke ekonomije, 1848.
- O slobodi, 1859.
- Razmatranja o predstavničkoj vlasti, 1861.
- Utilitarizam, 1863.
- Autobiografija Johna Stuarta Milla, 1873.